# Bill Campbell (empresário)
Bill Campbell (31 de agosto de 1940 — 18 de abril de 2016) foi um homem de negócios americano, ex-CEO da Intuit Inc.. Ele trabalhou anteriormente para a Apple Inc. (como VP de Marketing), Claris (Como CEO) e GO Corporation (como CEO).

## Biografia
Campbell nasceu e foi criado na Pensilvânia, perto de Pittsburgh. Ele frequentou a Columbia University e estrelou no futebol. Era chefe da Columbia e treinador de futebol da equipe de 1974 a 1979. Ingressou na J. Walter Thompson, a publicidade, e então na Kodak, onde ele passou a fazer negócios da Kodak com o cinema europeu. Contratado pela John Sculley ele tornou-se vice-presidente de marketing da Apple, e depois mudou-se da Apple para a divisão de software da Claris.
Campbell se tornou CEO da GO Corporation, criando um computador compacto. Após o sucesso de vendas, Campbell foi CEO da Intuit de 1994 a 1998.
Campbell foi um assessor de diversas empresas tecnológicas, incluindo Google, Apple, e foi presidente da Trustees da Universidade Columbia.
Morreu em 18 de abril, aos 75 anos.